# بيتار لازاروف
بيتار لازاروف (بالبلغارية: Петър Лазаров)‏ (27 أغسطس 1985 في بلغاريا - ) هو لاعب كرة قدم بلغاري في مركز الوسط. لعب مع سبارتاك بلوفديف ونادي لوكوموتيف بلوفديف وPFC Bansko ‏ وبيرين جوتشي ديلتشيف وFC Montana ‏ وPSFC Chernomorets Burgas ‏ وFC Pirin Razlog ‏ وFC Sportist Svoge ‏.

## وصلات خارجية
- بيتار لازاروف على موقع قاعدة بيانات كرة القدم.إي يو (الإنجليزية)
- بيتار لازاروف على موقع Soccerway.com (الإنجليزية)